# تازة كند نصير أباد (ديكلة)
تازة کند نصیر أباد (بالفارسية: تازه‌کند نصیرآباد) هي قرية تقع في إيران في قسم ديكلة الریفي. يقدر عدد سكانها بـ 49 نسمة .